# ماهی کت‌چرمی کرگدنی
ماهی کت‌چرمی کرگدنی(نام علمی: Pseudalutarius nasicornis) نام یک گونه از تیره سوهان‌ماهی است.